# Žalm 115
Žalm 115 („Ne nás, Hospodine, ne nás“) je biblický žalm. V překladech, které číslují podle Septuaginty, se jedná o druhou část 113. žalmu.

## Užití v liturgii
V židovské liturgii je žalm podle siduru součástí tzv. Halelu, jenž je recitován po Amidě v rámci ranní modlitby při slavnostních příležitostech, k nimž patří především poutní svátky, ale též Chanuka či Roš chodeš. Zvláštní součástí židovské liturgie je pak poslední verš žalmu, který při modlitbě Ašrej („Blaze těm“), jež je pronášena během každodenní ranní i odpolední modlitby, slouží jako závěr odrecitovaného 145. žalmu. Spis Šimuš Tehilim („Užití Žalmů“), jehož autorem je zřejmě židovský učenec Chaj Ga'on (939–1038), uvádí, že recitace 115. žalmu může být zvlášť prospěšná tomu, kdo je nucen vést náboženský spor s jinověrci.